# UCI Oceania Tour 2008-2009
El UCI Oceania Tour 2008-2009 fue la cuarta edición del UCI Oceania Tour. Se llevó a cabo de octubre de 2008 a septiembre de 2009 donde se disputaron 5 competiciones por etapas en dos modalidades, pruebas por etapas y pruebas de un día, otorgando puntos a los primeros clasificados de las etapas y a la clasificación final; cayendo del calendario respecto a la temporada anterior la Melbourne to Warrnambool Classic que descendió a la categoría amateur. Además, a pesar de no estar en el calendario, también puntuaron los campeonatos nacionales con un baremo dependiendo el nivel ciclista de cada país. 
El ganador a nivel individual fue el australiano Peter McDonald, por equipos triunfó el Drapac Porsche de Australia, mientras que por países y países sub-23 fue Australia quién obtuvo más puntos.

## Calendario
Contó con las siguientes pruebas, tanto por etapas como de un día.

### Octubre 2008
| Fecha    | Carrera               | Cat. | Ganador        | Equipo del ganador |
| -------- | --------------------- | ---- | -------------- | ------------------ |
| 12 al 18 | Jayco Herald Sun Tour | 2.1  | Stuart O'Grady | CSC-Saxo Bank      |

### Noviembre 2008
| Fecha  | Carrera           | Cat. | Ganador         | Equipo del ganador       |
| ------ | ----------------- | ---- | --------------- | ------------------------ |
| 3 al 8 | Tour de Southland | 2.2  | Hayden Roulston | The Southland Times-Trek |

### Enero 2009
| Fecha    | Carrera            | Cat. | Ganador        | Equipo del ganador |
| -------- | ------------------ | ---- | -------------- | ------------------ |
| 21 al 25 | Tour de Wellington | 2.2  | Peter McDonald | Drapac Porsche     |

### Febrero 2009
| Fecha | Carrera                          | Cat. | Ganador          | Equipo del ganador     |
| ----- | -------------------------------- | ---- | ---------------- | ---------------------- |
| 13    | Campeonato Oceánico Contrarreloj | CC   | Chris Jongewaard | Selección de Australia |
| 15    | Campeonato Oceánico en Ruta      | CC   | Tommy Nankervis  | Selección de Australia |

## Clasificaciones

### Individual
| Posición | Ciclista           | Puntos |
| -------- | ------------------ | ------ |
| 1        | Peter McDonald     | 163    |
| 2        | Gordon McCauley    | 112,33 |
| 3        | Tommy Nankervis    | 100    |
| 4        | Daniel Braunsteins | 70     |
| 5        | Jeremy Yates       | 64,66  |
| 6        | Hayden Roulston    | 60     |
| 7        | Jeremy Vennell     | 51     |
| 8        | Chris Jongewaard   | 51     |
| 9        | Joseph Cooper      | 45,33  |
| 10       | Benjamin Day       | 43     |

### Equipos
| Posición | Equipo             | Puntos |
| -------- | ------------------ | ------ |
| 1        | Drapac Porsche     | 262    |
| 2        | Subway-Avanti      | 226,98 |
| 3        | Cinelli-Down Under | 147    |
| 4        | Cervélo            | 101    |
| 5        | Praties            | 90     |

| 6  | Savings & Loans          | 76    |
| 7  | Budget Forklifts         | 70,32 |
| 8  | Letua Cycling Team       | 64,66 |
| 9  | Bissell Pro Cycling Team | 61    |
| 10 | Barloworld               | 51    |

### Países
| Posición | País          | Puntos |
| -------- | ------------- | ------ |
| 1        | Australia     | 1259   |
| 2        | Nueva Zelanda | 592,63 |

### Países sub-23
| Posición | País          | Puntos |
| -------- | ------------- | ------ |
| 1        | Australia     | 639,66 |
| 2        | Nueva Zelanda | 117,65 |